# エクソール
エクソール（Exor NV）はフィアット創業家として知られるアニェッリ家が支配する投資持ち株会社。

## 概要
アニェッリ家は、エクソールを通じて多数の企業の経営権を所有している。2015年の集計によれば、エクソールは事業規模で世界第四位の同族経営企業として評価されたことがある。以前はイタリア・トリノに本拠が置かれ、ペリエ買収事件の当事者として名を馳せたが、本社は2016年にオランダ・アムステルダムへ移転した。2022年に上場先をイタリア証券取引所からユーロネクスト・アムステルダムに変更した。

## 保有株式
| 社名                | 保有率 | 議決権ベース |
| ------------------- | ------ | ------------ |
| PartnerRe           | 100%   | 99.66%       |
| ユヴェントスFC      | 63.77% | 63.77%       |
| The Economist Group | 43.40% | 20%          |
| ステランティス      | 14.4%  | 14.4%        |
| CNHインダストリアル | 26.89% | 41.68%       |
| フェラーリ          | 22.91% | 32.75%       |

＊2019年3月3日時点

## 株主
2019年3月3日時点での Exor NV の株主：
| 社名                 | 保有率 | 備考                                        |
| -------------------- | ------ | ------------------------------------------- |
| Giovanni Agnelli BV  | 52.99% | アニェッリ家資産管理会社. 議決権ベースで80% |
| Harris Associates LP | 7.36%  |                                             |
| Southeastern AM      | 2.96%  |                                             |
| Exor NV              | 2.33%  | 自社株                                      |
| その他               | 34.36% |                                             |

## 主な買収

### PartnerRe
2015年4月に64億ドルで買収を提案、同年8月に69億ドルでの買収で合意。PartnerReは同年1月にアクシスとの合意を解消し違約金として3億1500万ドルを支払い、アクシスは違約金分の自社株を買い戻した。

### The Economist Group
2009年、ロンドン・ロスチャイルド家当主のジェイコブ・ロスチャイルド卿からエコノミスト・グループの株式4.7%を購入。2015年8月、エクソールはピアソンから同社が保有していたエコノミスト・グループの株式を4億6,900万ポンドで購入。持分はそれ以前の4.7%から43.4%に増加し、同社最大の単一株主となった。

### Cushman & Wakefield
2007年に買収。2015年9月2日、アメリカのDTZに20億ドルで売却。内12億8000万ドルを得て、今回の売却によりエクソールは7億2200万ドルの利益を挙げた。

## 取締役会
2018年7月29日時点での取締役会：
- ジョン・エルカーン - 会長兼CEO（アニェッリ家出身）
- アレッサンドロ・ナージ - 副会長（アニェッリ家外戚）
- アンドレア・アニェッリ - 取締役（アニェッリ家出身）
- ジョセフ・ベイ - 取締役（KKR 共同会長兼共同COO）
- メリッサ・ベセル - 取締役（ベインキャピタル シニア・アドバイザー）
- マーク・ボランド - 取締役（マークス&スペンサー CEO）
- ロランス・ドブルー - 取締役（ハイネケン CFO）
- ジュネーヴ・エルカーン - 取締役（アニェッリ家出身）
- アネミック・フェンテナー・フォン・フリシンゲン - 取締役（SHVホールディングス 会長）
- アントニオ・オルタ・オソリオ - 取締役（ロイズ・バンキング・グループ CEO）